# أدو سيلسو
أدو سيلسو (بالبرتغالية: Adu Celso‏) كان متسابق دراجات نارية برازيلي. شارك في سباقات الجائزة الكبرى حيث بدأ نشاطع في سنة 1972.

## نتائج الجائزة الكبرى
نظام النقاط من 1969 فصاعدا:
| المركز | 1  | 2  | 3  | 4 | 5 | 6 | 7 | 8 | 9 | 10 |
| النقاط | 15 | 12 | 10 | 8 | 6 | 5 | 4 | 3 | 2 | 1  |

(مفتاح) (السباقات بالخط العريض تشير لموقع الانطلاق; السباقات بالخط المائل تشير لأسرع لفة)
| السنة | الفئة     | الفريق | 1         | 2         | 3         | 4         | 5       | 6            | 7        | 8         | 9            | 10        | 11       | 12           | النقاط | الترتيب | الفوز |
| ----- | --------- | ------ | --------- | --------- | --------- | --------- | ------- | ------------ | -------- | --------- | ------------ | --------- | -------- | ------------ | ------ | ------- | ----- |
| 1972  | 350 سي سي | ياماها | ألمانيا - | فرنسا 7   | النمسا -  | الأمم -   | مان -   | يوغوسلافيا - | هولندا 4 | ألمانيا - | تشيك -       | السويد -  | فنلندا - | إسبانيا 4    | 12     | 14      | 0     |
| 1973  | 250 سي سي | ياماها | فرنسا -   | النمسا -  | ألمانيا 4 |           | مان -   | يوغوسلافيا 6 | هولندا 6 | بلجيكا -  | تشيك -       | السويد 3  | فنلندا - | إسبانيا -    | 20     | 12      | 0     |
| 1973  | 350 سي سي | ياماها | فرنسا 10  | النمسا -  | ألمانيا - | الأمم -   | مان -   | يوغوسلافيا 5 | هولندا 7 |           | تشيك 10      | السويد 5  | فنلندا - | إسبانيا 1    | 33     | 7       | 1     |
| 1974  | 350 سي سي | ياماها | فرنسا -   | ألمانيا - | النمسا -  | الأمم 9   | مان -   | هولندا -     | السويد - | فنلندا -  | يوغوسلافيا - | إسبانيا - |          |              | 2      | 45      | 0     |
| 1975  | 350 سي سي | ياماها | فرنسا -   | إسبانيا 9 | النمسا 3  | ألمانيا - | الأمم - | مان -        | هولندا - | بلجيكا -  | السويد -     | فنلندا -  | تشيك -   | يوغوسلافيا - | 12     | 18      | 0     |
| 1975  | 500 سي سي | ياماها | فرنسا -   | إسبانيا - | النمسا -  | ألمانيا 9 | الأمم - | مان -        | هولندا - | بلجيكا -  | السويد -     | فنلندا -  | تشيك -   | يوغوسلافيا - | 2      | 41      | 0     |